# داریل اف. زانوک
داریل فرانسیس زانوک (انگلیسی: Darryl Francis Zanuck؛ ۵ سپتامبر ۱۹۰۲ – ۲۲ دسامبر ۱۹۷۹) فیلم‌نامه‌نویس و تهیه‌کننده اهل ایالات متحده آمریکا بود. وی سرپرست اجرایی فاکس قرن بیستم هم بود.

## گزیده فیلمشناسی

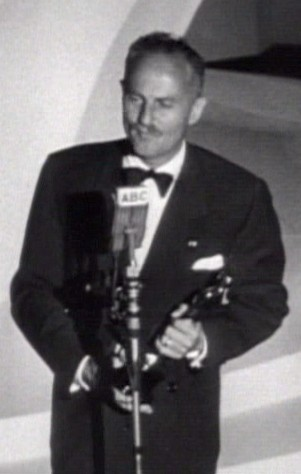
هنگام دریافت جایزه اسکار برای فیلم قراردا شرافتمندانه

### به عنوان تهیه‌کننده
- ۱۹۷۰ تورا! تورا! تورا! (تهیه‌کننده اجرایی)
- ۱۹۶۴ ملاقات (فیلم ۱۹۶۴)
- ۱۹۶۲ طولانی‌ترین روز (فیلم)
- ۱۹۶۱ بست (فیلم ۱۹۶۱)
- ۱۹۵۸ بربرها و گیشا
- ۱۹۵۷ خورشید همچنان می‌درخشد (فیلم ۱۹۵۷)
- ۱۹۵۶ پادشاه و من (فیلم ۱۹۵۶) (تهیه‌کننده اجرایی – در عنوان‌بندی نیامده)
- ۱۹۵۶ مردی در لباس خاکستری
- ۱۹۵۶ چرخ‌وفلک (فیلم ۱۹۵۶) (تهیه‌کننده اجرایی – در عنوان‌بندی نیامده)
- ۱۹۵۴ سینوهه (فیلم)
- ۱۹۵۲ برف‌های کلیمانجارو (فیلم ۱۹۵۲)
- ۱۹۵۲ با یک ترانه در قلب من (فیلم)
- ۱۹۵۲ زنده‌باد زاپاتا!
- ۱۹۵۱ داوود و بث‌شبع (فیلم)
- ۱۹۵۰ همه‌چیز درباره ایو
- ۱۹۴۹ دوازده ساعت پرواز
- ۱۹۴۹ پینکی (فیلم)
- ۱۹۴۸ گودال مار
- ۱۹۴۷ قرارداد شرافتمندانه
- ۱۹۴۷ کوچه کابوس (فیلم ۱۹۴۷)
- ۱۹۴۶ لبه تیغ (فیلم ۱۹۴۶)
- ۱۹۴۵ به خدا واگذارش کن (تهیه‌کننده اجرایی)
- ۱۹۴۴ ویلسون (فیلم)
- ۱۹۴۴ بوفالو بیل (فیلم) (تهیه‌کننده اجرایی)
- ۱۹۴۱ چه سرسبز بود دره من
- ۱۹۴۱ مرداب (فیلم)
- ۱۹۴۱ ماه بر فراز میامی (فیلم)
- ۱۹۴۱ تعقیب تبهکار (تهیه‌کننده اجرایی)
- ۱۹۴۱ خون و شن (فیلم ۱۹۴۱)
- ۱۹۴۱ جاده تنباکو (فیلم)
- ۱۹۴۱ وسترن یونیون (فیلم)
- ۱۹۴۰ علامت زورو (فیلم ۱۹۴۰)
- ۱۹۴۰ بریگم یانگ (فیلم)
- ۱۹۴۰ لیلیان راسل (فیلم)
- ۱۹۴۰ خوشه‌های خشم (فیلم)
- ۱۹۳۹ ماجرای پرشور هالیوود
- ۱۹۳۹ فصل باران آمد
- ۱۹۳۹ ماجراهای شرلوک هولمز (فیلم)
- ۱۹۳۹ استنلی و لیوینگستون
- ۱۹۳۹ آقای لینکلن جوان
- ۱۹۳۹ درنده باسکرویل (فیلم ۱۹۳۹) (تهیه‌کننده اجرایی)
- ۱۹۳۹ جسی جیمز (فیلم ۱۹۳۹)
- ۱۹۳۸ کنتاکی (فیلم) (تهیه‌کننده اجرایی)
- ۱۹۳۸ در شیکاگوی قدیم
- ۱۹۳۷ هفتمین بهشت
- ۱۹۳۶ نمایش فوتبال
- ۱۹۳۵ آوای وحش (فیلم ۱۹۳۵)
- ۱۹۳۵ کاردینال ریشلیو (فیلم)
- ۱۹۳۵ بینوایان (فیلم ۱۹۳۵)
- ۱۹۳۴ مولن روژ (فیلم ۱۹۳۴)
- ۱۹۳۳ بانوی سابق
- ۱۹۳۳ خیابان ۴۲ (فیلم)
- ۱۹۳۲ ۲۰۰۰۰ سال در سینگ سینگ
- ۱۹۳۲ سه نفر با یک کبریت
- ۱۹۳۲ دکتر ایکس (فیلم)
- ۱۹۳۱ دشمن مردم (فیلم ۱۹۳۱)
- ۱۹۳۱ سزار کوچک
- ۱۹۲۹ نمایش نمایش‌ها
- ۱۹۲۷ خواننده جاز
- ۱۹۲۷ اولین اتومبیل (فیلم)
- ۱۹۲۵ بادبزن خانم ویندیرمیر (فیلم ۱۹۲۵)

### به عنوان نویسنده
- ۱۹۴۴ قلب ارغوانی (داستان)
- ۱۹۳۸ گروه رگتایم الکساندر (فیلم) (همکار نویسنده – در عنوان‌بندی نیامده)
- ۱۹۳۵ مأموران اف‌بی‌آی (داستان)
- ۱۹۳۳ بچه‌رو (فیلم) (داستان)
- ۱۹۳۱ سزار کوچک (داستان – در عنوان‌بندی نیامده)
- ۱۹۲۸ کشتی نوح (فیلم ۱۹۲۸) (داستان)
- ۱۹۲۷ زن مطلوب (داستان)
- ۱۹۲۷ اولین اتومبیل (فیلم) (داستان)
- ۱۹۲۵ کوچه هوگان

## جوایز اسکار
| سال     | نتیجه | رده         | فیلم                 |
| ------- | ----- | ----------- | -------------------- |
| ۱۹۲۹–۳۰ | نامزد | بهترین فیلم | دیزرایلی             |
| ۱۹۳۲–۳۳ | نامزد | بهترین فیلم | خیابان ۴۲            |
| ۱۹۳۴    | نامزد | بهترین فیلم | خانه روتسچیلد        |
| ۱۹۳۵    | نامزد | بهترین فیلم | بی‌نوایان             |
| ۱۹۳۷    | نامزد | بهترین فیلم | در شیکاگو قدیم       |
| ۱۹۳۸    | نامزد | بهترین فیلم | گروه رگتایم الکساندر |
| ۱۹۴۰    | نامزد | بهترین فیلم | خوشه‌های خشم          |
| ۱۹۴۱    | برنده | بهترین فیلم | چه سرسبز بود دره من  |
| ۱۹۴۴    | نامزد | بهترین فیلم | ویلسون               |
| ۱۹۴۶    | نامزد | بهترین فیلم | لبه تیغ              |
| ۱۹۴۷    | برنده | بهترین فیلم | قرارداد شرافتمندانه  |
| ۱۹۴۹    | نامزد | بهترین فیلم | دوازده ساعت پرواز    |
| ۱۹۵۰    | برنده | بهترین فیلم | همه چیز درباره ایو   |
| ۱۹۵۶    | نامزد | بهترین فیلم | پادشاه و من          |
| ۱۹۶۲    | نامزد | بهترین فیلم | طولانی‌ترین روز       |

## مرگ
او که مدتها سیگار می کشید ،  در سال 1979  سن 77 سالگی  الریه درگذشت  .